# FlatOut (serie)
FlatOut è una serie di videogiochi di guida pubblicati a partire dal 2004.

## Caratteristiche
La serie è famosa per l'alto tasso di distruttibilità delle vetture e spesso viene accostata a Burnout, tuttavia Flatout possiede un differente tipo di gameplay: infatti in Flatout si deve finire la corsa a suon di sportellate e cercando di sopravvivere, oppure lanciarsi in un'arena provando a schiantare quanti più avversari possibile, o ancora provare minigiochi il cui obiettivo è fare un determinato punteggio lanciando il proprio personaggio fuori dal parabrezza.

## Titoli

### Capitoli principali
| Anno | Titolo                         | Sviluppatore          | Editore            | Piattaforme                      |
| ---- | ------------------------------ | --------------------- | ------------------ | -------------------------------- |
| 2004 | FlatOut                        | Bugbear Entertainment | Empire Interactive | Windows, Xbox, PlayStation 2     |
| 2006 | FlatOut 2                      | Bugbear Entertainment | Empire Interactive | Windows, Xbox, PlayStation 2     |
| 2008 | FlatOut Ultimate Carnage       | Bugbear Entertainment | Empire Interactive | Windows, Xbox 360                |
| 2012 | FlatOut 3: Chaos & Destruction | Team6 Game Studios    | Strategy First     | Windows                          |
| 2017 | FlatOut 4: Total Insanity      | KT Racing             | Strategy First     | Windows, PlayStation 4, Xbox One |

### Spin-off
| Anno | Titolo           | Sviluppatore          | Editore            | Piattaforme          |
| ---- | ---------------- | --------------------- | ------------------ | -------------------- |
| 2008 | FlatOut: Head On | Bugbear Entertainment | Empire Interactive | PlayStation Portable |
| 2010 | FlatOut          | Team6 Game Studios    | Funbox Media       | Nintendo Wii         |
| 2013 | FlatOut Stuntman | Team6 Game Studios    | Team6 Game Studios | Android              |